# Claes Edsberg
Claes Gustaf Edsberg, född den 28 september 1862 i Karlstad, död den 29 september 1916 i Jönköping, var en svensk jurist.
Edsberg avlade mogenhetsexamen i Karlstad 1881, blev student vid Uppsala universitet samma år och avlade juris utriusque kandidatexamen 1887. Han blev vice häradshövding 1891, tillförordnad fiskal i Göta hovrätt 1894, adjungerad ledamot där 1897, ordinarie fiskal 1898 och assessor 1900. Edsberg var hovrättsråd i Göta hovrätt från 1909 till sin död. Han blev riddare av Nordstjärneorden 1910.